# STS-33
是历史上第三十二次航天飞机任务，也是发现号航天飞机的第九次太空飞行。

## 任务成员

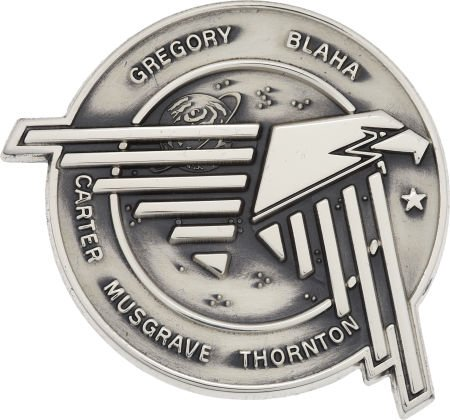
STS-33 Robbins Medallion

- 弗雷德里克·格里高利（Frederick D. Gregory，曾执行、以及任务），指令长
- 约翰·布拉哈（John E. Blaha，曾执行、以及任务），飞行员
- 斯多里·马斯格雷夫（Story Musgrave，曾执行、以及任务），任务专家
- 索尼·卡特（Sonny Carter，曾执行任务），任务专家
- 凯瑟琳·索恩顿（Kathryn C. Thornton，曾执行、以及任务），任务专家